# Alkimus
Alkimus was hogepriester in de Joodse tempel in Jeruzalem van 162 tot 159 v.Chr..
Alkimus stamde uit een priesterlijke familie, die hellenisering van Jeruzalem voorstond en zich daarom tegen de Makkabese opstand had gekeerd. Hoewel hij, evenals zijn voorganger Menelaüs, niet uit de hogepriesterlijke familie van de Oniaden kwam, koesterde hij de ambitie hogepriester te worden. Hij wist deze ambitie te verwezenlijken toen in 162 v.Chr. Demetrius I Soter in Syrië Antiochus V Eupator opvolgde. Alkimus haastte zich naar Antiochië om de nieuwe koning steun te betuigen. Hij sprak afkeurend over Judas Makkabeüs en vroeg Demetrius hulp om Judas en zijn aanhang te weerstaan. Demetrius benoemde Alkimus daarop tot hogepriester en zond een legertje onder aanvoering van Bakchides met Alkimus mee naar Jeruzalem.
Veel Joden in Judea hoopten aanvankelijk dat zij via Alkimus met de Seleuciden konden onderhandelen over vredesvoorwaarden. Reeds spoedig bleek deze hoop echter tevergeefs. Alkimus trad hard op tegen ieder die hij verdacht van sympathie met de Makkabeeën. Toen Bakchides echter werd teruggeroepen naar Antiochië, kwam Alkimus in het nauw. Simon Makkabeüs en zijn aanhang wist hem uit Jeruzalem te verdrijven. Alkimus vluchtte in allerijl naar Antiochië. Daar wist hij van Demetrius opnieuw een leger los te krijgen, nu onder aanvoering van Nikanor. Ook Nikanor werd echter door Simon Makkabeüs verslagen en vond de dood op het slagveld. Daarop zond Demetrius voor de derde maal Syrische troepen naar Jeruzalem, opnieuw onder aanvoering van Bakchides. Deze keer slaagde Bakchides er wel in de Makkabeeën een gevoelige slag toe te brengen en Alkimus in zijn ambt van hogepriester te bevestigen. In de Akra, de citadel naast de tempel, werd een Syrisch garnizoen gevestigd dat Alkimus bescherming moest bieden en Jeruzalem veilig moest stellen tegen de Makkabeeën.
Niet al te lang na deze gebeurtenissen werd Alkimus getroffen door een beroerte en stierf hij. Na zijn dood bleef het ambt van hogepriester geruime tijd onvervuld, totdat uiteindelijk in 153 v.Chr. Jonathan Makkabeüs (een van Alkimus' tegenstanders!) tot hogepriester werd benoemd.